# Ian Gillan
Ian Gillan (Hounslow, Inglaterra, 19 de agosto de 1945) es un cantante y compositor británico conocido principalmente por ser el vocalista de Deep Purple.
Inicialmente influenciado por Elvis Presley y Little Richard formó parte de varios grupos en la década de 1960, el más notorio Episode Six, antes de conseguir un notable éxito comercial al ingresar en Deep Purple en 1969. Después de cuatro años de trabajo sin apenas descanso y durante los cuales grabó cuatro álbumes de estudio, Gillan abandonó la banda en 1973 debido a problemas con los otros miembros, especialmente con el guitarrista Ritchie Blackmore.
Después de un breve periodo alejado de la industria musical, retomó su carrera en solitario con los proyectos Ian Gillan Band y Gillan, antes de ingresar como vocalista de Black Sabbath durante un año. En 1984 volvió a reunirse con Deep Purple, aunque fue despedido en 1989. Volvió a la banda en 1992 y desde entonces ha permanecido en ella.
Además de su trabajo con Deep Purple y otras bandas durante los años 1970 y 1980, Gillan cantó el papel de Jesucristo en la grabación original de la ópera rock Jesucristo Superstar de Andrew Lloyd Webber, en 1970, aunque nunca lo interpretó en los escenarios posteriormente; participó en el Rock Aid Armenia y formó junto a Tony Iommi el supergrupo WhoCares.

## Biografía

### Primeros años (1945-1964)
Gillan nació el 19 de agosto de 1945 en el hospital Chiswick Maternity de Middlesex. Su padre, Bill, era originario de Glasgow y trabajaba en una fábrica en Londres, mientras que su madre, Audrey, era la mayor de cuatro hermanos, cuyo padre (el abuelo de Gillan) había sido un cantante de ópera y pianista aficionado. Tres años después de su nacimiento, tuvieron una hija, llamada Pauline. Uno de los primeros recuerdos musicales de Gillan era ver a su madre tocar «Blue Rondo a la Turk» con el piano. La familia tuvo varias residencias antes de establecerse en un adosado de tres habitaciones en Cranford, Hounslow. Sus padres se divorciaron cuando era pequeño, después de que Audrey descubriera que Bill había tenido una aventura mientras estaba reclutado en el ejército con motivo de la Segunda Guerra Mundial.
A los cuatro años entró en el colegio Hounslow, donde cursó sus estudios hasta la adolescencia. Como muchos otros jóvenes, empezó a escuchar la música de Elvis Presley, a quien tenía como influencia principal. Tras terminar el colegio ingresó en el instituto Acton County Grammar, donde compartió clase con Pete Townshend, futuro guitarrista de The Who. Sin embargo, Gillan abandonó los estudios con el sueño de convertirse en cantante de rock después de ver una película de Elvis. Posteriormente encontró empleo como manipulador de máquinas de hielo.
La primera banda de Gillan fue Garth Rockett and the Moonshiners, que consistía en él como vocalista y batería, y el guitarrista Chris Aylmer, quien más tarde fue miembro de Samson. El dúo versionaba temas como «Sweet Little Sheila» de Tommy Roe y «Apache» de The Shadows. Debido a la incapacidad de cantar y tocar la batería a la vez, dejó este instrumento y ejerció únicamente el papel de vocalista. Poco después se unió a otra banda local, Ronnie and the Hightones, que cambió su nombre por The Javelins tras su llegada. Con este grupo interpretó versiones de Sonny Boy Williamson II, Chuck Berry, Jerry Lee Lewis y Little Richard. The Javelins se separó en marzo de 1964, tras la salida del guitarrista Gordon Fairminer para crear un proyecto que terminó convirtiéndose en Sweet.
Tras la separación de The Javelins, Gillan entró en la banda de soul Wainwright's Gentlemen, donde coincidió con otro futuro miembro de Sweet, el batería Mick Tucker. El grupo grabó una serie de canciones, entre ellas una versión de «Ain't That Just Like Me» de The Hollies. Aunque Wainwright's Gentlemen actuó en varios locales populares, no fue una banda exitosa, de modo que Gillan la abandonó en abril de 1965 para unirse a Episode Six.

### Episode Six (1965-1968)
Tras contactar con la mánager Gloria Bristow, Gillan ingresó en Episode Six en sustitución del anterior vocalista, Andy Ross, que abandonó el grupo para casarse. Los demás componentes del grupo eran los guitarristas Graham Carter y Lander Tony, la teclista Sheila Carter, el batería Harvey Shields y el bajista Roger Glover. Episode Six realizó conciertos en Reino Unido, Alemania e incluso Beirut, y apareció con regularidad en el programa de radio Light Programme de la BBC. Durante su estancia en esta agrupación, Gillan comenzó a escribir canciones junto a Glover, algo que ambos músicos siguieron haciendo a lo largo del tiempo. Después de la visita a Beirut, Shields dejó la banda y fue reemplazado primero por John Kerrison y poco tiempo después por Mick Underwood. Este último había sido miembro de The Outlaws junto a Ritchie Blackmore, y fue quien puso en contacto a Gillan con los miembros de Deep Purple. Inicialmente, el vocalista rechazó unirse a la banda, aunque en 1969, después de publicar nueve sencillos sin éxito en las listas, decidió abandonar Episode Six.

### Deep Purple (1969-1973)
En la primavera de 1969, Deep Purple tenía un sencillo en el top 5 del Billboard Hot 100, «Hush». Sin embargo, tanto Blackmore como el teclista Jon Lord y el batería Ian Paice estaban descontentos con el sonido de pop psicodélico del grupo y querían orientarse hacia el hard rock. El 4 de junio de 1969, los tres fueron a ver un concierto de Episode Six en el club Ivy Lodge de Woodford (Londres); tras la actuación ofrecieron a Gillan el puesto de vocalista y le preguntaron si conocía a un buen bajista. Como Glover tenía experiencia como compositor también le ofrecieron el puesto de bajista. El 16 de junio, ambos ingresaron en Deep Purple en sustitución de Rod Evans y Nick Simper, respectivamente. La antigua formación continuó realizando actuaciones hasta la marcha oficial de Evans y Simper.

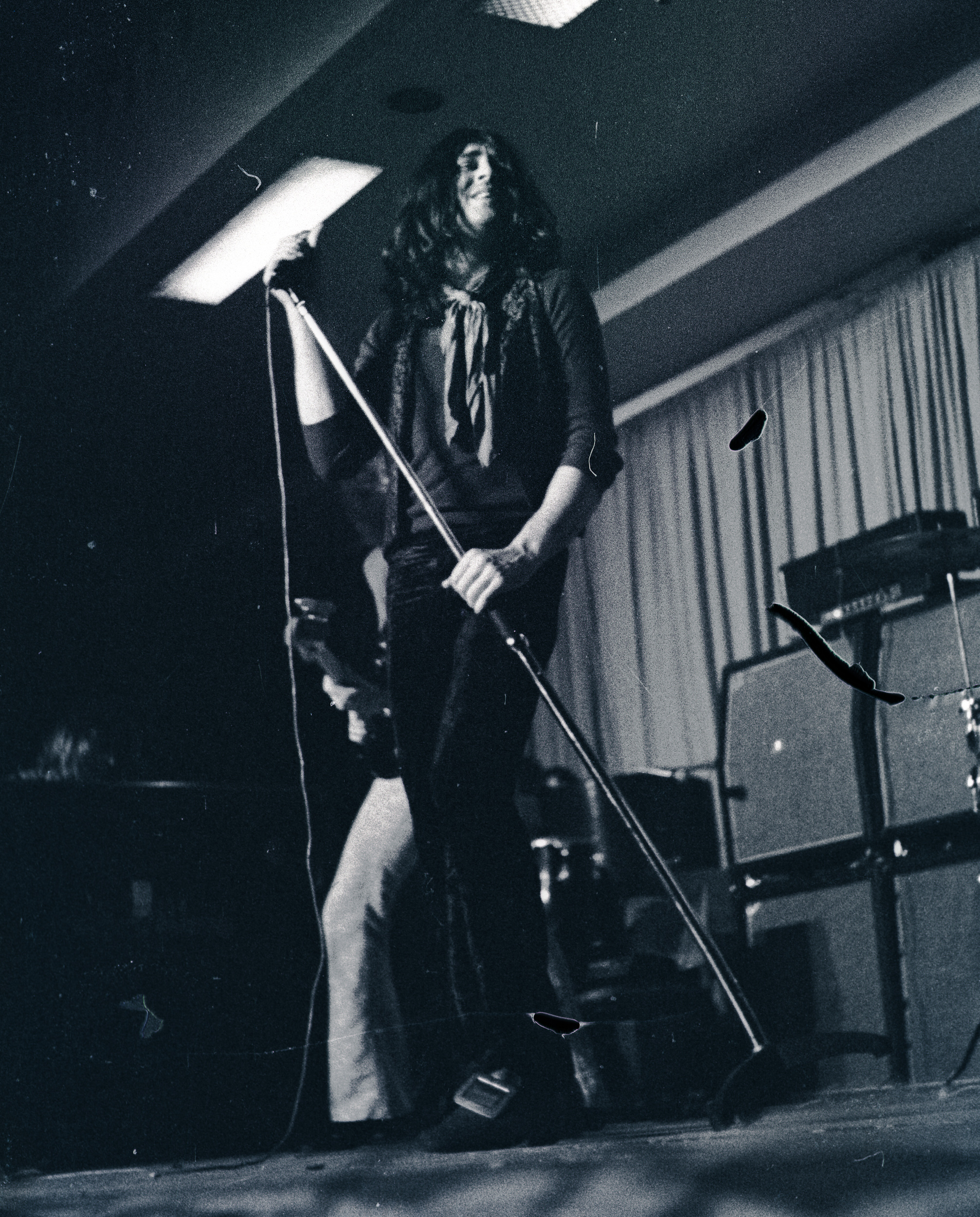
Gillan actuando con Deep Purple en Hannover, en 1970.

Gillan debutó en directo con Deep Purple el 10 de julio, en la sala Speakeasy de Londres. Como la nueva formación apenas había ensayado junta, ésta se decantó por interpretar principalmente temas instrumentales. Sin saber qué hacer durante las secciones instrumentales, el vocalista cogió un par de congas y se dedicó a tocarlas. A partir de entonces, las congas acabaron por convertirse en una de las características de sus interpretaciones con Deep Purple.
Deep Purple continuó sus ensayos en el local Hanwell Community Centre. Una de las primeras contribuciones de Gillan durante estos ensayos fue la letra de la canción «Child in Time». En Hanwell compusieron la mayor parte del disco Deep Purple in Rock, pero tuvieron que hacer una interrupción en septiembre para grabar el álbum en directo Concerto for Group and Orchestra con la Orquesta Filarmónica Real en el Royal Albert Hall. Al igual que Blackmore, Gillan no se mostró entusiasmado con la realización del concierto y escribió la letra del segundo movimiento unas horas antes de la actuación en una servilleta, en un restaurante italiano.
En 1970, el cantante recibió una llamada de Tim Rice, quien le pidió que realizara el papel de Jesucristo en el álbum de 1970 Jesucristo Superstar después de quedar impresionado con su interpretación de «Child in Time». Después de ensayar un par de veces con Rice y Andrew Lloyd Webber, grabó sus contribuciones vocales en apenas tres horas. El disco alcanzó la primera posición del Billboard 200 y consiguió dos nominaciones al premio Grammy en las categoría de álbum del año y mejor interpretación pop de un dúo o grupo. Posteriormente, recibió la oferta de protagonizar la adaptación cinematográfica de 1973, pero la rechazó porque las fechas de rodaje estaban en conflicto con las actuaciones de Deep Purple.
Después de 1971, especialmente tras el lanzamiento del álbum Fireball, Gillan comenzó a desilusionarse con el trabajo de la banda, debido a que apenas había tenido descanso desde sus ensayos en Hanwell. Empezó a beber y su relación con los demás miembros de la banda, en especial con Blackmore, empezó a deteriorarse. El 6 de noviembre de 1971, sufrió un desmayo debido a una hepatitis en Chicago, lo que provocó la cancelación de la gira estadounidense.
En diciembre de 1972, tras la grabación de Machine Head, Made in Japan y Who Do We Think We Are (publicado al año siguiente), Gillan se sintió completamente agotado por la enorme carga de trabajo. A diferencia de los otros miembros de la banda, el vocalista no estaba satisfecho con Made in Japan y no le gustaban los álbumes en directo. A menudo estaba en desacuerdo con Blackmore sobre la dirección musical del grupo y acabó por escribir el tema «Smooth Dancer» sobre él. Mientras estaban de gira por Dayton (Ohio), Gillan escribió una carta de renuncia a los gerentes de Deep Purple en la que declaraba su intención de dejar la banda el 30 de junio de 1973. Tras su marcha, su puesto lo ocupó David Coverdale.

### Tras Deep Purple: Ian Gillan Band y Gillan (1974-1982)
Después de abandonar Deep Purple, Gillan dejó momentáneamente la música para realizar diversos proyectos empresariales fallidos. Entre ellos se incluyó la inversión de 300 000 libras en un hotel cerca de Oxford. Otro negocio fallido fue el proyecto Mantis Motor Cycles, que sufrió el colapso de la industria británica de motocicletas, lo que obligó a Gillan a declararse en liquidación. Sin embargo, el éxito le llegó con la inversión en los estudios Kingsway y con su actuación en la ópera rock Butterfly Ball, el 16 de octubre de 1974, en sustitución de Ronnie James Dio. Animado por la recepción del público, decidió retomar su carrera musical.
En 1975, formó Ian Gillan Band con el guitarrista Ray Fenwick, el batería Mark Nauseef, el bajista John Gustafson y el teclista Mike Moran, a quien reemplazó primero Mickey Lee Soule y posteriormente Colin Towns. En enero de 1976, publicó su álbum debut Child in Time, seguido de Clear Air Turbulence, en abril de 1977, y Scarabus en octubre del mismo año. El sonido de la banda estaba orientado hacia el jazz rock, lo que no gozó de mucha popularidad, especialmente debido a que el punk rock era el estilo de moda.
Tras la separación de Ian Gillan Band en 1978, el vocalista fundó un proyecto llamado simplemente Gillan con Towns (quien coescribió gran parte de los temas), el guitarrista Steve Byrd, el bajista John McCoy y el batería Pete Barnacle. Byrd y Barnacle dejaron rápidamente el grupo y les reemplazaron Bernie Torme y el excompañero del cantante en Episode Six Mick Underwood. Esta banda estaba más orientada hacia el hard rock, y la publicación del álbum Mr. Universe en octubre de 1979 supuso el regreso del vocalista a las listas del Reino Unido. Sin embargo, la quiebra de Acrobat Records provocó que el grupo firmase un nuevo contrato con Virgin Records.
En la Navidad de 1978, Gillan recibió la visita de Blackmore, quien le ofreció el puesto de vocalista en Rainbow. El vocalista rechazó la oferta; sin embargo, ambos actuaron juntos tres noches en el Club Marquee por primera vez desde 1973. El cantante continuó con su trayectoria: un año después, el grupo publicó Glory Road, que incluyó el sencillo «Trouble» y que la banda interpretó en el programa de la BBC Top of the Pops. Tras editar dos nuevos trabajos, Future Shock y Double Trouble, Torme fue despedido y le sustituyó Janick Gers, actual guitarrista de Iron Maiden. Gers debutó como guitarrista en Magic, el último álbum del grupo.
En 1982, Ian Gillan anunció la separación del grupo ya que necesitaba descansar sus dañadas cuerdas vocales. Los restantes miembros, en especial McCoy y Towns, no estaban satisfechos con la disolución, así que demandaron al vocalista por las regalías de las canciones.

### Black Sabbath (1983-1984)
En 1983, el mánager Don Arden invitó a Gillan a unirse a Tony Iommi, Geezer Butler y Bill Ward, todos ellos miembros de Black Sabbath, para formar un supergrupo. Aunque originalmente el trío tenía reservas, el vocalista se unió a la formación el 6 de abril de 1983. Sin embargo, debido a obligaciones contractuales, debieron seguir bajo el nombre de Black Sabbath. El grupo grabó ese mismo año el álbum Born Again en el estudio Manor en Oxford. Ward decidió no acompañar a sus compañeros en la gira promocional debido a problemas de salud y le sustituyó Bev Bevan, batería del grupo Electric Light Orchestra.
Como miembro de Black Sabbath, Gillan debía aprenderse su viejo repertorio, pero tuvo dificultades para recordar las letras. Para solucionar este problema, el vocalista escribió las canciones en una libreta que colocaba sobre un monitor y cambiaba de página con los pies. Además de los temas de Born Again y los clásicos de Black Sabbath, la banda tocó con regularidad la canción «Smoke on the Water» de Deep Purple.
Gillan a menudo se ha mostrado insatisfecho con su paso por Black Sabbath, especialmente debido a la mezcla final de Born Again y su portada, que mostraba a un bebé de aspecto demoníaco. En una entrevista tras la reunión de Deep Purple, reveló que recibió una caja con varias copias del álbum y que las destrozó una por una.

### Reunión de Deep Purple (1984-1989)

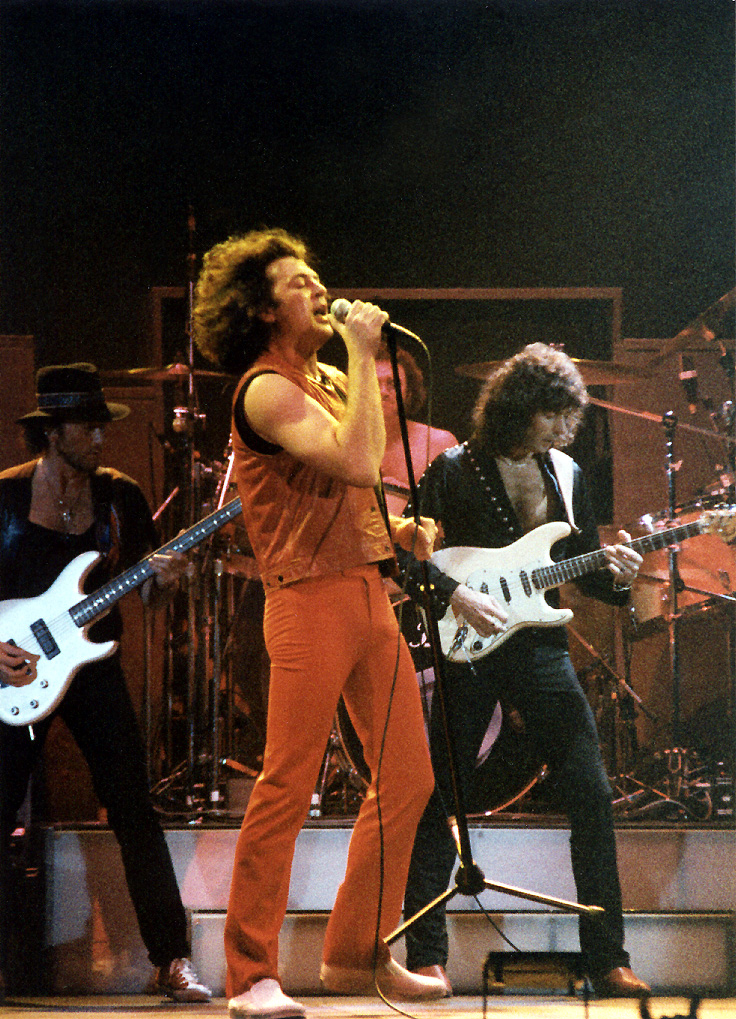
Deep Purple actuando en San Francisco en 1985

Después de su breve etapa en Black Sabbath, Gillan anunció en el programa de radio de Tommy Vance la reunión de Deep Purple junto a Blackmore, Glover, Paice y Lord. El primer álbum tras la reformación del grupo fue Perfect Strangers, grabado en Stowe (Vermont) en 1984. A éste le siguió The House of Blue Light en 1987, aunque el vocalista se sintió descontento con el resultado final y alegó: «Hay algo que le falta al álbum. No puedo sentir el espíritu de la banda».
El siguiente trabajo del grupo fue el álbum en directo Nobody's Perfect, publicado en 1988. Para conmemorar el vigésimo aniversario de la banda, el álbum incluyó una regrabación de estudio del tema de 1968 «Hush» con Gillan como vocalista, a diferencia de la versión original cantada por Rod Evans. Tiempo después, el vocalista comentó que el álbum era «la encarnación de todas las cosas equivocadas de Purple».
A diferencia de su anterior etapa con el grupo en la década de 1970, Gillan se sintió frustrado ya que la banda no trabajaba lo suficiente. Como el vocalista todavía tenía un contrato con Virgin, formó un proyecto paralelo con Glover. El dúo compuso y grabó temas que no encajaban con el sonido de Deep Purple y que formaron parte del álbum Accidentally on Purpose. En 1989, la tensión entre Blackmore y él volvió a resurgir, esta vez debido a diferencias musicales, y el guitarrista optó por despedirlo. Su sustituto fue Joe Lynn Turner, exvocalista de Rainbow.

### Garth Rockett and the Moonshiners (1990-1991)
Tras su expulsión de Deep Purple, Gillan formó una nueva versión de su primera banda, Garth Rockett and the Moonshiners, junto al teclista Mark Buckle, el bajista Keith Mulholland, el batería Louis Rosenthal y los guitarristas Harry Shaw y Steve Morris. El conjunto actuó en directo con regularidad y grabó el álbum Naked Thunder. Sin embargo, Gillan quedó descontento con el resultado final. Por esa época, volvió a grabar «Smoke on the Water» con la colaboración Bryan Adams, Tony Iommi, David Gilmour, Roger Taylor, Brian May, Bruce Dickinson y Paul Rodgers, con el fin de recaudar fondos para las víctimas de un terremoto en Armenia. Garth Rockett and the Moonshiners continuó de gira los años siguientes, aunque con varios cambios en su formación.

### Regreso a Deep Purple (1992-presente)

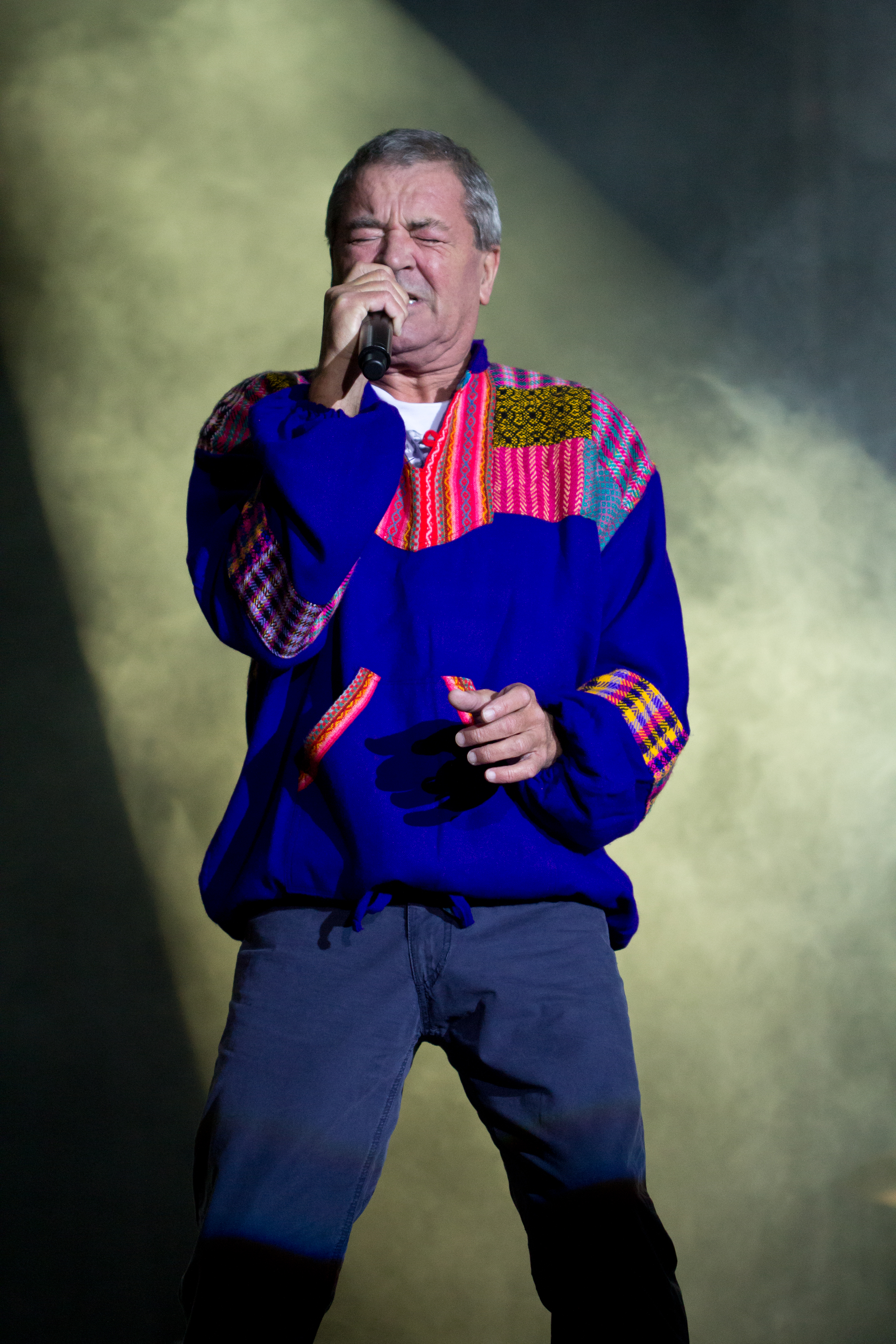
Gillan durante una actuación de Deep Purple en Hoyos del Espino (Ávila), en 2013.

Ante la insistencia de Glover, Lord, Paice y la compañía discográfica, Ian Gillan regresó a Deep Purple en 1992. Blackmore era contrario a su llegada y exigió a la discográfica que le ingresara en su cuenta bancaria un cuarto de millón de dólares a cambio de trabajar de nuevo con él.
De nuevo con el vocalista, el grupo editó el álbum The Battle Rages On... (1993). Gillan estaba contento con el trabajo en el disco, que ya había sido parcialmente completado por Joe Lynn Turner y sólo tuvo que escribir las letras y grabar su voz, algo que nuevamente provocó las críticas de Blackmore. Antes del tramo japonés de la gira promocional, el guitarrista optó por abandonar definitivamente la agrupación.
Después de la salida del Blackmore y del breve paso de Joe Satriani, Deep Purple reclutó a Steve Morse, miembro de Kansas y Dixie Dregs. La marcha de Blackmore permitió la posibilidad de interpretar en directo temas como «Fireball» o «When a Blind Man Cries». Sobre su primer trabajo con Morse, Purpendicular (1996), Gillan comentó: «Fue un disco tan importante que sin él nuestros siguientes álbumes no habrían sido posibles». A Purpendicular le siguió Abandon en 1998, el último álbum con Lord, quien abandonó el grupo de manera amistosa y fue reemplazado por Don Airey.
Gillan prestó especial interés en las letras de Deep Purple, tanto que considera que su papel fundamental en la banda es escribirlas. Sobre su importancia comentó: «Las letras tienen que ser buenas. Deben sonar como un instrumento y tener que valerse por sí mismas». Él mismo describió las letras del álbum Bananas de 2003 como «principalmente políticas». Desde el lanzamiento de Rapture of the Deep en 2005, la banda ha girado con asiduidad, algo que es del agrado del vocalista y que según él es algo vital para mantener la voz en forma. En 2013, tras ocho años de silencio, el grupo publicó Now What?!.

### Posterior actividad en solitario
Aunque Gillan es miembro de Deep Purple desde 1993, también ha encontrado tiempo para dedicarse a otros proyectos. El 31 de marzo de 2006 intervino en un concierto en homenaje a Tommy Vance en Londres y donde actuó con Judas Priest y Scorpions.
En abril de ese año, publicó un álbum para conmemorar sus más de cuarenta años en la música, titulado Gillan's Inn. Este trabajo incluyó la colaboración de Tony Iommi, Jeff Healey, Joe Satriani, Dean Howard y de sus compañeros en Deep Purple. Además de la publicación del álbum, el vocalista aprovechó para anunciar el relanzamiento de sus discos con Ian Gillan Band y Gillan a través de la discográfica Demon Records.
En 2007, el vocalista grabó las canciones «If This Ain't the Blues» y «Over & Over» del álbum Danger. White Men Dancing de Jon Lord & Hoochie Coochie Men. Dos años más tarde, editó un nuevo trabajo en solitario, One Eye to Morocco.

### WhoCares

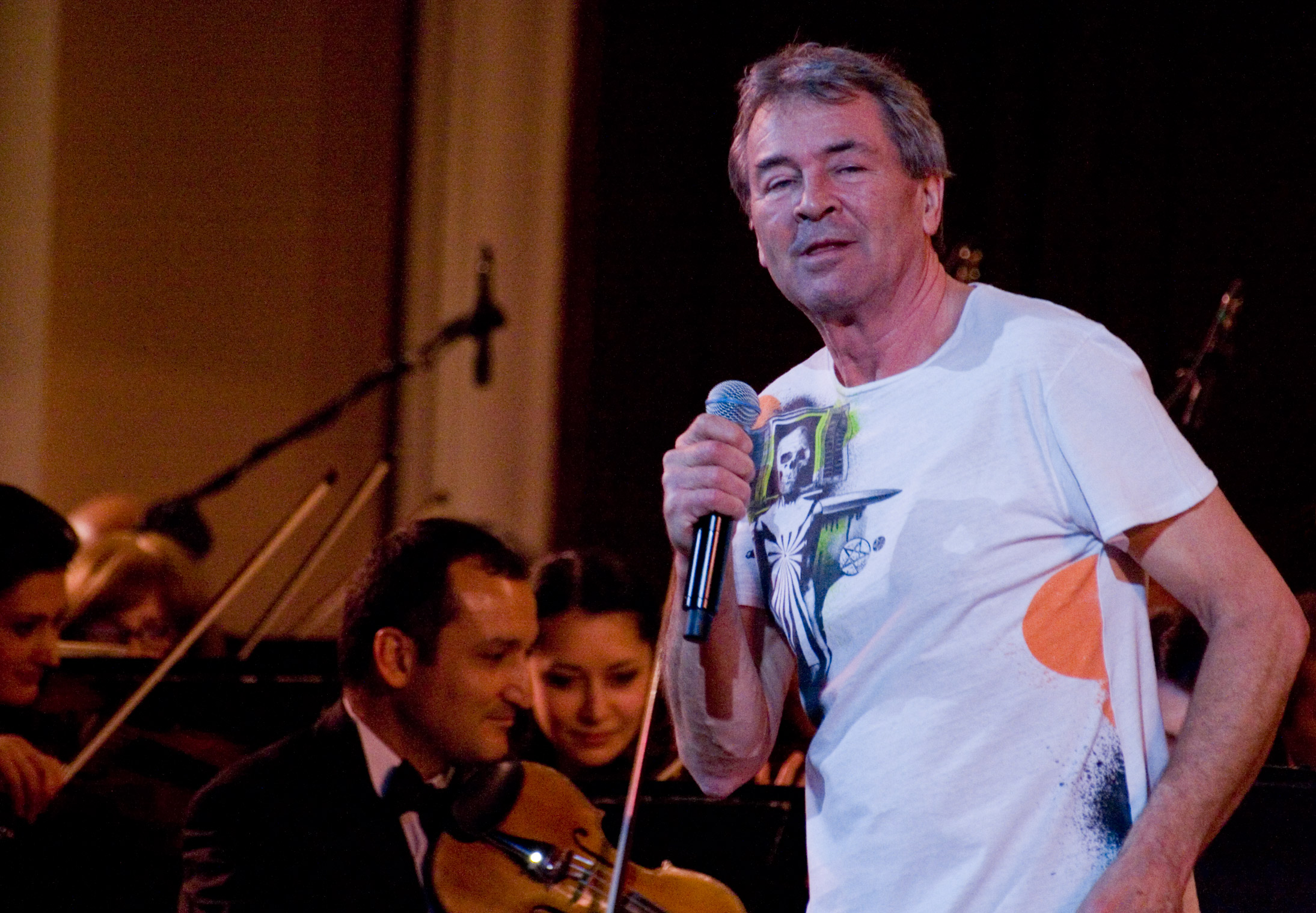
Gillan actuando con la Orquesta Filarmónica Armenia, el 26 de marzo de 2010.

Gillan ha expresado con frecuencia su cariño por Armenia y que su participación allí en un concierto benéfico en 1989 fue uno de los desencadenantes de la formación del supergrupo WhoCares. El 2 de octubre de 2009, con motivo del vigésimo aniversario del Rock Aid Armenia, el primer ministro de Armenia, Tigran Sargsyan, concedió la Orden de Honor a Gillan, Tony Iommi, Geoff Downes y al organizador del proyecto, Jon Dee.
Los días 26 y 27 de marzo de 2010, en Ereván, el vocalista actuó con la Orquesta Filarmónica de Armenia. En una entrevista, reveló que consideraba a Armenia como su patria espiritual. A finales del año, se reunió con Iommi, Lord, el batería de Iron Maiden Nicko McBrain, el guitarrista de HIM Mikko Lindström y el exbajista de Metallica Jason Newsted en un estudio de Londres para grabar un sencillo titulado «Out of my Mind». Los beneficios obtenidos por sus ventas fueron utilizados para la construcción de una escuela de música en Gyumri, Armenia.
En un vuelo desde Armenia en 2011, Gillan y Iommi decidieron continuar con el proyecto WhoCares con el fin de recaudar fondos para causas benéficas. En 2012 editaron el álbum Ian Gillan & Tony Iommi: WhoCares que recopila temas de ambos y el sencillo «Out of my Mind».

## Vida personal

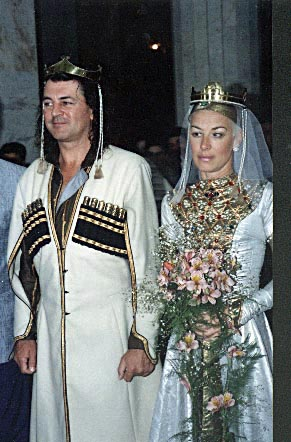
Ian y Bron Gillan renovando sus votos en 1990, durante una visita a Tiflis (Georgia).

Gillan mantuvo una relación sentimental con Zoe Dean desde 1969 a 1978. La pareja se conoció durante su etapa en Episode Six. En 1984 contrajo matrimonio con su novia Bron, a quien había dedicado el tema «Keep It Warm» de su álbum con Black Sabbath, Born Again. La pareja tiene dos hijos y tres nietos, todos ellos criados en Escocia. Desde finales de la década de 2000, el vocalista reside en el sur de Portugal.
Gillan es un apasionado del cricket y del fútbol, en especial del Queens Park Rangers. Es conocido por su intolerancia contra la agresividad del personal de seguridad de los conciertos: el 15 de agosto de 1998 fue acusado de golpear con un micrófono a un guardia de seguridad en la cabeza.
Su apellido a menudo es escrito erróneamente como «Gillian». El vocalista hizo eco de esto en el tema «MTV» del álbum Rapture of the Deep, donde canta la frase «Mr. Grover 'n' Mr Gillian».

## Discografía
| The Javelins - 1994: Sole Agency and Representation - 2018: Ian Gillan and the Javelins Deep Purple - 1970: Deep Purple in Rock - 1971: Fireball - 1972: Machine Head - 1973: Who Do We Think We Are - 1984: Perfect Strangers - 1987: The House of Blue Light - 1993: The Battle Rages On... - 1996: Purpendicular - 1998: Abandon - 2003: Bananas - 2005: Rapture of the Deep - 2013: Now What?! - 2017: Infinite Ian Gillan Band - 1976: Child in Time - 1977: Clear Air Turbulence - 1977: Scarabus | Gillan - 1978: Gillan - 1979: Mr. Universe - 1980: Glory Road - 1981: Future Shock - 1981: Double Trouble - 1982: Magic Black Sabbath - 1983: Born Again Gillan & Glover - 1988: Accidentally on Purpose En solitario - 1991: Naked Thunder - 1992: Toolbox - 1997: Dreamcatcher - 2006: Gillan's Inn - 2009: One Eye to Morocco WhoCares - 2012: Ian Gillan & Tony Iommi: WhoCares Otros - 1970: Jesus Christ Superstar |